# RTV Zenica
RTV Zenica ili RTVZE, punim imenom Radio-televizija Zenica, bosanskohercegovački je javni radio-televizijski servis. Sjedište se nalazi u Zenici, a vlasnik je Grad. TV Zenica je regionalna televizija (osnovana 1995) koja ima modernu opremu za emitovanje radijskih i televizijskih programa te audio i video produkcije. Lokalna radio-stanica je Radio Zenica.
RTV Zenica emituje vijesti, informativne, edukativne i dječije programe putem zemaljskih predajnika za područje Zenice i dijelova susjednih opština Zeničko-dobojskog i Srednjobosanskog kantona. Program RTV Zenice se emituje i putem kablovskih operatera, kao i putem interneta.
U vlasništvu JP Radio-televizija Zenica je i veb-portal zenicainfo.ba; slogan mu je Uvijek prije svih, koji važi i za moto Radija Zenica kao i svih servisa i manifestacija RTV Zenice.

## Emisije
TV kanal emituje niz programa, kao što su vijesti, tok-šoui, dokumentarci, sportski program, filmovi, serije, mozaik, dječiji program itd.
Trenutno
- telopi — statična slika sa ispisanim osnovnim informacijama (od 0.00 do 6.00)
- Budimo odgovorni — smjenjujući informativni sadržaj, npr. o mjerama oko Pandemije kovida 19 (od 6.00 do 13.55)
- Zenicainfo (ranije Zenica danas) — glavni program vijesti (svake noći u 18.40, ranije u 19.00; Vijesti su u 15.00)
- Jutro na RTV Zenica — jutarnji program
- Zeničke priče — pozitivne priče o Zeničanima
- Popodne s vama — poslijepodnevni revijalni mozaik
- Školokrečina — obrazovni program
- Auto-šop magazin (Autoshop) — program za vijesti iz auto-industrije
- — društveno-politički TV magazin RSE za BiH
- Vijesti Glasa Amerike (V.O.A.) — Glas Amerike na bošnjačkom (u 12.30)
- Perspektiva — serijal o društvenim temama, s fokusom na mlađu populaciju
- — omladinski aktivizam
- Impuls znanja — emisija za mlade
- Četvrtkom javno — dijaloška emisija za institucije
- Svjetla pozornice — muzički program
- Pjesmom o Bosni — muzički reportažni program
- Muzički predah
- marketinški blok
- Restart — pozitivni intervjui
- — politička emisija kao mjesečni pregled poratnih suđenja
- Iz arhiva — dokumentarci iz arhiva RTVZE
- Sarajevska špica — direktno uključenje i prenos popodnevnog programa TVSA (od 15.10)
- Naša snaga — emisija o aktivnostima Ministarstva odbrane i Oružanih snaga BiH
- Iza zavjese — dijaloška emisija iz kulture (ponedjeljkom u 20.00)
- Pregled sedmice — informativni prilozi (nedjeljom u 19.00)
- Aktuelno — primarna informativna emisija sa ’zakazanom’ temom i gostom, prenos uživo iz studija (četvrtkom u 20.00)
- Čuvari budućnosti — specijalna politička propagandna emisija/program/projekat
- Žurnal afera — dokumentarna emisija o kontroverznim društveno-političkim pitanjima
- TV Zenica oglašava — program za opšte oglašavanje (u 13.00, 14.00, 22.00 i sl.)
- BH veza — informativni program
- Zenički informator — servisne informacije
- Dječiji program — emisije za djecu
- Dokumentarni program — edukativni program (npr. Hod vijekova, BBC)
- Dobra voda — emisija o vodama
- Svjetlo vjere — religijski program
- Željoteka — video-veza sa Radiom Zenica
- ZE sport (Zesport magazin) — program za lokalne sportske vijesti
- Tužna sjećanja — program za oglašavanje smrtnih slučajeva u gradu (u terminu 18.00)

Bivše
- Vijesti — vijesti u 13.00 i 15.00
- Iz dana u dan — pregled lokalnih servisnih informacija (u 12.00, 14.00 i 17.00)
- Hronika dana — pregled dnevnih događaja koji priprema informacioni desk RTVZE
- Ogledalo — tok-šou o trenutnim problemima, politici, obrazovanju, zdravlju, društvu, radnicima
- Selu u pohode — priče o prošlosti i sadašnjosti, životu, kulturi, običajima i tradiciji ljudi obližnjih sela
- Sfera — sedmični pregled trenutnih kulturnih dešavanja u Ze-do kantonu
- Odlikaši — dječiji školski program
- Sport nedjeljom — hrvatski sportski magazin
- Nije teško biti ja — zabavna emisija koju vodi Živojin Krstić

## Spoljašnje veze
- Zvanični veb-sajt